# The Escape from Bondage
The Escape from Bondage è un cortometraggio muto del 1912 diretto da  Ashley Miller. La sceneggiatura è firmata da Bannister Merwin e dallo scrittore James Oppenheim.
È il primo episodio del serial What Happened to Mary?, che viene considerato il primo serial girato negli Stati Uniti della storia del cinema.

## Trama
All'età di poche settimane, la piccola Mary viene abbandonata in una cesta nel negozio di Billy Pearl. Dentro, Billy trova cinquecento dollari e un biglietto che gliene promette altri mille quando la bambina sarà cresciuta e si sarà sposata con uno degli abitanti del villaggio.

A diciotto anni, Mary è una ragazza sognatrice, affascinata dal mondo che non ha mai conosciuto, non essendosi mai allontanata dall'isola dove vive. Il suo migliore amico è un vecchio pescatore che le regala una moneta d'oro da venti dollari e con il quale lei passa il tempo ascoltando i suoi racconti. Persa nei suoi sogni, quando le si presenta Tuck Wintergreen, un giovane del posto che viene spinto da Billy a chiederla in moglie, Mary lo respinge. In negozio, incontra gli eleganti ospiti di uno yacht che le offrono la visione di ciò che potrebbe essere una vita diversa. Ma Billy, che si è accorto che lei sta accarezzando la moneta d'oro, gliela toglie, provocando una lite che fa allontanare i ricchi clienti. Mary, chiusa nel salotto del primo piano, si ricorda di avere visto Billy nascondere qualcosa in uno dei cassetti. Anche se chiuso a chiave, riesce ad aprirlo, trovando un rotolo di denaro e un documento che le fanno capire di non essere la figlia di Billy. Decisa a scappare, chiede aiuto all'amico pescatore, riuscendo a sfuggire all'inseguimento di Billy e a guadagnare la libertà, arrivando finalmente sulla terraferma.

## Produzione
Il film fu prodotto dall'Edison Company.

## Distribuzione
Distribuito dalla General Film Company, il film - un cortometraggio in una bobina, primo episodio del serial What Happened to Mary? - uscì nelle sale cinematografiche statunitensi il 16 luglio 1912.